# Aviv Geffen
Pour les articles homonymes, voir Geffen.
Aviv Geffen, né le 10 mai 1973  à Ramat Gan, est un musicien et chanteur de rock israélien. Il fonde en 2001 avec Steven Wilson le groupe de rock alternatif Blackfield. Il est le fils de l'écrivain et poète Yehonatan Geffen et le petit-neveu de Moshe Dayan.
Aviv Geffen est extrêmement populaire chez les jeunes Israéliens dans les années 1990. Politiquement, il est associé à la gauche israélienne. Sa musique contient des sujets tels que l'amour et la paix, mais aussi la mort, le suicide, l'armée et le refus de servir. Il est également controversé en raison de sa décision de ne pas servir dans l'armée israélienne, même si officiellement, il a été réformé pour raisons médicales.

## Biographie
Aviv Geffen est né à Ramat Gan. Sa première apparition en public date de 1984 dans le cadre du programme pour la jeunesse "Shminiyot BaAvir". sur la chaîne israélienne Channel 1. En 1987, il apparaît dans le film amateur "Hamitpachat", pour lequel il a lui-même écrit la musique.

## Carrière musicale
Aviv Geffen enregistre sa première chanson "Chaver" ("Ami") avec le groupe "Cats in the Piping". En 1992, il publie son premier album, "Ze Rak Or Hayareach" (Ce n'est que la lune), pour lequel il compose les textes et la musique.
En 1993, Geffen il sort son second album, "Achshav Me'unan", produit par Moshe Levi et Ofer Meiri, disque d'or la même année, et qui exprime le ressentiment de la jeunesse israélienne envers le gouvernement.
En 1994, il sort son troisième  album, "Aviv Geffen III".
Le 4 novembre 1995, il participe à une manifestation de soutien au processus de paix. Il y interprètera la chanson "Livkot Lekha" ("Pleurer pour toi"), qui apparaîtra prémonitoire après la mort de du premier ministre Yitzhak Rabin plus tard dans la nuit.
En 1996, il sort l'album HaMikhtav (La Lettre). "Mèred HaDmaót" (la rébellion des larmes) fut écrite à la suite du meurtre de Rabin en 1995. Plus tard la même année, il enregistrera "Shir Tikvá", qui sera considérée comme le "Imagine" israélien.
En 1997, il sort sa première compilation. En 1999, il sort son 8e album, "Leilot levanim", dont le titre "Mexico" restera longtemps au sommet du hit-parade israélien.